# Ptychadena newtoni
Ptychadena newtoni és una espècie de granota que viu a Sao Tomé i Príncipe.
Està amenaçada d'extinció per la pèrdua del seu hàbitat natural.